# Надоле (Лодзинське воєводство)
Надоле (пол. Nadole) — село в Польщі, у гміні Жарнув Опочинського повіту Лодзинського воєводства.
Населення — 79 осіб (2011).
У 1975-1998 роках село належало до Пйотрковського воєводства.

## Демографія
Демографічна структура станом на 31 березня 2011 року:
|          | Загалом | Допрацездатний вік | Працездатний вік | Постпрацездатний вік |
| -------- | ------- | ------------------ | ---------------- | -------------------- |
| Чоловіки | 45      | 11                 | 29               | 5                    |
| Жінки    | 34      | 7                  | 15               | 12                   |
| Разом    | 79      | 18                 | 44               | 17                   |